# Natura 2000-område nr. 76 Store Vandskel, Rørbæk Sø, Tinnet Krat og Holtum Ådal øvre del
Natura 2000-område nr. 76 Store Vandskel, Rørbæk Sø, Tinnet Krat og Holtum Ådal øvre del består af to habitatområder, omkring vandskellet mellem Skjern Å- og Gudenåsystemerne; H65 på 2.221 ha. udgør den sydlige del omkring vandskellet, og den nordlige del, H265 på 168 ha omfatter Holtum Ådal. Området ligger i Ikast-Brande, Hedensted- og Vejle Kommuner. Habitatområderne Store Vandskel, Rørbæk Sø, Tinnet Krat og Holtum Ådal har et samlet areal på 2.389 ha. hvoraf 432 ha i H65 er statsejet.
Habitatområdet H65 ligger tæt på israndslinjen og der en sandet, næringsfattig jordbund, som er naturgrundlaget for heder og egekrat.
Der er en meget stor grundvandstilstrømning til områdets kilder
og væld, der udgør starten på landets to største vandløb, Gudenåen og Skjern Å der springer ud i en mosaik af kilder, småsøer og kærområder, kun adskilt af et smalt, mere tørt vandskel hvor Hærvejen krydser området.
Habitatområde H235, Holtum Ådals øvre del, ligger nord for H65. Holtum Å har sit udspring i Nedergård Skov nord for Rørbæk Sø og løber i en markant ådal mod nordvest, hvor der findes enge og rigkær, og flere græssede overdrev på skrænterne. Ved Grættrup Krat ligger rester af egekrat.

## Fredning
I området er der to naturfredninger, Gudenåens Kilder med omgivelser og Landskabet omkring Hærvejen og Rørbæk Sø, der tilsammen udgør 2.200 ha..

## Videre forløb
Natura 2000-planen er vedtaget i 2011, hvorefter kommunalbestyrelserne og Naturstyrelsen skal udarbejde bindende handleplaner, som skal sikre gennemførelsen af planen. Planen videreføres og videreudvikles i senere planperioder.
Natura 2000-området ligger i Ikast-Brande, Hedensted- og Vejle Kommuner, og naturplanen koordineres med vandplanerne 1.5 Randers Fjord  og 1.8 Hovedvandopland Ringkøbing Fjord.

## Eksterne kilder og henvisninger
1. ↑  Miljøstyrelsen Midtjylland (juni 2023). "Naturplan 2022-2027  Natura 2000-område nr. 76 Store Vandskel, Rørbæk Sø, Tinnet Krat og Holtum Ådal øvre del" (PDF). mst.dk. Miljøstyrelsen. Arkiveret (PDF) fra originalen 31. maj 2024. Hentet 15. juni 2024.
2. ↑  
Miljøstyrelsen Midtjylland (november 2021). "Revideret basisanalyse 2022-2027  Natura 2000-område nr. 76 Store Vandskel, Rørbæk Sø, Tinnet Krat og Holtum Ådal øvre del" (PDF). mst.dk. Miljøstyrelsen. Arkiveret (PDF) fra originalen 31. maj 2024. Hentet 15. juni 2024.
3. ↑  Om fredningen på fredninger.dk
4. ↑  "Natura 2000-planlægning 2022-2027". mst.dk. Miljøstyrelsen. 2023. Arkiveret fra originalen 29. marts 2024. Hentet 11. maj 2024.
5. ↑  Vandplan 1.5 Randers Fjord "Arkiveret kopi" (PDF). Arkiveret fra originalen (PDF) 12. august 2018. Hentet 15. juni 2024. mst.dk 2014
6. ↑  "Forslag til vandplan Hovedvandopland 1.8 Ringkøbing Fjord" (PDF). Arkiveret fra originalen (PDF) 12. august 2018. Hentet 15. juni 2024. mst.dk 2014

- Kort over området